# Anina
Anina (pronúncia em romeno: AFI: /'anina/; em húngaro: Stájerlakanina; em alemão: Steierdorf) é uma cidade do județ (distrito) de Caraș-Severin, na região histórica do Banato (parte da Transilvânia), Roménia. Tem 145,53 km² de área e em 2016 estimava-se que tivesse 9 331 habitantes (densidade: 64,1 hab./km²). Segundo o censo de 2011 tinha 7 485 habitantes. A cidade administra também a aldeia de Steierdorf (em húngaro: Stájerlak).

## Demografia
Segundo os dados do censo de 2011, 80,56% da população era constituída por romenos, 5,65% alemães, 2,72% ciganos, 1,32% húngaros, 1,05% doutras origens étnicas e 8,68% não declararam a sua origem étnica.
Em 1956 Anina tinha 11 837 habitantes; em 2011 tinha 7 485 (-36,8%). A população voltou depois a crescer (9 331 em 2016, +24,7% em relação a 2011, mas -21,2% em relação a 1956).

## História
A história da cidade é relativamente recente. As menções escritas mais antigas falam da instalação duma família de agricultores austríacos em 1773. A atividade mineira pela qual a cidade se tornou conhecida foi iniciada pouco depois — em 1790, quando foi descoberta antracite de boa qualidade, que começou a ser explorada dois anos depois. Essa atividade foi interrompida em 1834 por causa dum incêndio nas galerias que fez seis vítimas, mas em 1846 Anina ainda era um centro mineiro importante.
A história da cidade está profundamente ligada à atividade mineira, que esteve na base do seu crescimento demográfico. A mineração atraiu operários de regiões longínquas, como uma colónia de mineiros eslovacos em 1846-1847, ou checos em 1851. A necessidade de transportar o carvão levou à construção duma linha ferroviária, inaugurada em 1863 e que ainda hoje a liga Anina a Oravița. A linha atravessa as montanhas ao longo de 34 km e tem 14 túneis e 10 viadutos. A linha é atualmente usada para fins turísticos.
Após a queda do regime comunista romeno em 1989, a atividade da mina começou a declinar lentamente e houve galerias que foram gradualmente encerradas, embora algumas ainda estejam operacionais apesar dum historial de acidentes, por vezes mortais. A maior parte da comunidade alemã emigrou nas décadas de 1980 e 1990.
Após praticamente dois séculos dependendo economicamente da atividade mineira, atualmente tenta-se diversificar a economia local, nomeadamente através do turismo, tirando partido do património natural montanhoso.

## Geologia e paleontologia
Em 2002 foi descoberto em Peștera cu Oase ("Caverna com Ossos"), perto de Anina, um maxilar inferior humano com cerca de 40 000 anos de idade, o que constituiu um dos vestígios mais antigos de restos humanos modernos encontrados na Europa, conhecidos como Ion din Anina (João de Anina).
A região de Anina é uma das mais rica em fósseis do Jurássico dos  Cárpatos Meridionais, tanto de animais como de plantas, pois o património geológico é particularmente diverso e bem preservado.